# Steinbinde
Steinbinde war ein Wohnplatz im Ortsteil Grünau des Bezirks Treptow-Köpenick in Berlin.

## Geschichte
Steinbinde wurde 1743 erstmals als die Stein Bude urkundlich erwähnt und bezeichnete ein Forsthaus. Der Name wechselte im Jahr 1756 zu auf der Steinbinde. Zu dieser Zeit lebte ein Büdner dort, der 24 Morgen Land bewirtschaftete. 1770 erschien die Steinbude mit einem Unterförster. Südlich von Steinbinde befand sich der sogenannte Parforce-Garten, der bis Schmöckwitz und Waltersdorf reichte.
1801 gab es im Wohnplatz ein „Forsthaus an dem sogenannten langen See“, nahe bei Grünau mit der Wohnung eines Unterförsters sowie einer Feuerstelle (=Haushalt) mit sechs Personen. 1858 lebten neun Personen in Steinbinde. 1860 lag der Wohnplatz im Schutzbezirk Grünau und bestand aus einem Wohn- und drei Wirtschaftsgebäuden. Zum Schutzbezirk kamen Anteile aus dem Gutsbezirk Köpenick Forst Teltow, die 1903 als Grünau-Dahmer Forst geführt wurden und 1920 nach Groß-Berlin eingemeindet wurden.
Das ehemalige Forsthaus Steinbinde ist heute noch erhalten mit Adresse Regattastraße 192.